# Petar Radaković
Petar Radaković, né le 22 février 1937 à Fiume (aujourd'hui Rijeka) et mort le 1er novembre 1966 à Rijeka (en Yougoslavie), est un footballeur croate, international yougoslave. 

## Biographie
Milieu de terrain du NK Rijeka, le club de sa ville natale, Radaković fait ses débuts en équipe de Yougoslavie de football en 1961. Lors de la coupe du monde 1962, il est l'auteur du but décisif en quart de finale face à l'Allemagne (1-0), qui lui vaut une grande notoriété en Yougoslavie. Il répond à sa 19e et dernière sélection en 1964, pour un total de trois buts inscrits.
Il meurt en 1966, à 29 ans, d'une attaque cardiaque lors d'un entraînement.